# Odranski Obrež
Odranski Obrež je vesnice v Chorvatsku, asi 13 km jihozápadně od centra Záhřebu. Nachází se ve čtvrti Brezovica. Je jedním z odlehlých předměstí Záhřebu, ale zároveň i samostatnou vesnicí. V roce 2011 zde žilo celkem 1 578 obyvatel. V roce 2001 zde žilo 1 406 obyvatel v 389 domech, takže počet obyvatel vesnice stoupá.
Sousedními vesnicemi jsou Botinec, Brezovica, Donji Čehi, Donji Dragonožec a Strmec.